# Michelle Vargas
Michelle Vargas (nacida el 2 de marzo de 1985 en San Francisco de Macorís, República Dominicana) es una actriz y modelo dominicana. Conocida por su papel de Valeria Sandoval en La viuda de Blanco y Perla Beltran (Perla Mayorga) en Más sabe el diablo; ambas telenovelas de Telemundo. También personificó a Sarita en la telenovela de Venevisión El Talismán.

## Biografía
Nacida en San Francisco de Macorís, República Dominicana en 1985, completó sus estudios en Nueva York.
Michelle saltó a la fama cuando ganó el reality show de Telemundo Protagonistas de novela 2 en Miami, Florida.  A partir de ahí se trasladó a México para estudiar artes escénicas, actuación, cine y otros cursos.  También estudió canto y música. Vivió tres años en México, donde perfeccionó sus habilidades de actuación y trabajó incluso en la serie de televisión Los Plateados. Después volvió a Miami, donde reside actualmente.
Ha sido contratada por Telemundo para telenovelas y series como Decisiones, la adaptación estadounidense de La viuda de Blanco, Más sabe el diablo y Aurora.
También trabajó en la telenovela de Venevisión Plus Dominicana De Orgullo Condesa por amor y posteriormente en el cine dominicano en la película Jaque mate.
Su experiencia como modelo incluye comerciales para compañías como Nike, MTV, Computadoras Cyber, Domino's Pizza, Colgate, Fina Aqua, Dove y Unefón.

## Secuestro
En febrero de 2010, Michelle fue secuestrada en la Ciudad de México cuando viajó al país para recibir el pago por sus trabajos en telenovelas. Fue apuntada por dos hombres fuertemente armados que la secuestraron durante varias horas.

## Filmografía
| Show                    | Año       | Tipo       | Rol                |
| ----------------------- | --------- | ---------- | ------------------ |
| Eva la Trailera         | 2016      | Telenovela | Sofía Melgar Soler |
| El Talismán             | 2012      | Telenovela | Sarita             |
| Jaque Mate              | 2011      | Película   | Alejandra H.       |
| Aurora                  | 2010–2011 | Telenovela | Daniela            |
| Condesa por amor        | 2010      | Telenovela | Adriana            |
| Más sabe el diablo      | 2009–2010 | Telenovela | Perla Beltrán      |
| Carpe Diem              | 2009      | Película   | Elizabeth          |
| I didn`t know who I was | 2008      | Corto      | Ana                |
| La viuda de Blanco      | 2006-2007 | Telenovela | Valeria Sandoval   |
| Los Plateados           | 2005      | Telenovela | Laila Bashur       |